# Anne Yeats
Pour les articles homonymes, voir Yeats.
Anne Butler Yeats (26 février 1919 - 4 juillet 2001) est une peintre, costumière et scénographe irlandaise. 

## Biographie

### Jeunesse
Anne Butler Yeats est la fille du poète William Butler Yeats et de Georgie Hyde-Lees. Elle est donc la nièce du peintre Jack B. Yeats, de Lily Yeats et d'Elizabeth Yeats. Ses tantes sont associées au mouvement des arts et métiers en Irlande et aux Dun Emer Press, Cuala Press et Dun Emer industries. Son frère Michael Yeats est politicien. Elle est connue sous le nom de « plumes » par sa famille. 
Née à Dublin le 26 février 1919, sa naissance est commémorée par son père par le poème A Prayer for My Daughter. Anne Yeats passe ses trois premières années entre Ballylee dans le comté de Galway et Oxford avant que sa famille ne déménage au 82 Merrion Square, Dublin en 1922. 
Elle est très malade lorsqu'elle était enfant. Elle passe trois ans dans deux hôpitaux différents : St. Margaret's Hall au 50 Mespil Rd, et Nightingale Hall sur Morehampton Rd à Dublin. Elle part ensuite pour la pension Henriette, un pensionnat à Villars-sur-Bex en Suisse de 1928 à 1930. 
En 1923, sa tante Elizabeth "Lolly" lui donne des leçons de dessin au pinceau, ce qui l'aide à remporter le premier prix du concours national d'art RDS pour les enfants de moins de huit ans en 1925 et 1926. 

### Carrière dans le théâtre
Elle se forme à l'école de la Royal Hibernian Academy de 1933 à 1936 et travaille comme scénographe à l'Abbey Theatre de Dublin. À l'âge de 16 ans, elle est embauchée par l'Abbey Theatre en 1936 comme assistante de Tanya Moiseiwitsch. Elle étudie pendant quatre mois à l'École de design théâtral de Paris avec Paul Colin en 1937. À 18 ans, elle commence sa carrière de costumière sur des décors avec la compagnie de Ria Mooney. À l'Abbey, elle conçoit les décors et les costumes pour les reprises des pièces de WB Yeats The resurrection et On Baile's strand (1938). 
En 1938, elle conçoit la première production de la pièce Purgatoire de WB Yeats. Les conceptions du Purgatoire sont sa réalisation la plus réussie. « Les créations de ma fille pour [Cuchulain] et le Purgatory - en particulier Purgatory sont très admirées » dit par WB Yeats. Purgatory est la dernière pièce que WB Yeats voit sur scène ; cette représentation se fait à salle comble. En travaillant sur le Purgatoire, Hugh Hunt veut avoir une lune sur le tissu arrière de la production mais Anne Yeats refuse. « Si elle ne gagne pas, elle va dire qu'elle ne souhaite pas avoir son nom au programme en tant que designer du décor. » Ce serait la raison principale pour laquelle son nom ne figure pas sur de nombreuses productions sur lesquelles elle a travaillé. Anne Yeats conçoit également pour Harlequin's Positions, la première pièce de son oncle Jack Yeats à être produite professionnellement. 
En 1939, elle est promue chef du design à l'Abbey jusqu'à son départ en mai 1941. En 1939, il est dit que ses créations « deviennent arty » et ne sont pas conformes au style de l'Abbey. L'une de ses dernières créations fut la dernière pièce de son père, The Death of Cuchulain pour le théâtre lyrique sur la scène de l'Abbey en 1949. Elle conçoit et met en scène pour The Peacock, The Cork Opera House, The Olympia, The Gaiety Theatre, Austin Clarke Lyric Theatre, Abbey Theatre et Player's Theatre. 
Parmi les œuvres dont Yeats est créditée à l'Abbey Theatre, elle est également connue pour avoir travaillé sur cinq productions au Peacock Theatre avec la Theatre Company : 
- Alarm Among the Clerks (1937)
- The Phoenix (1937)
- Harlequin's Positions (1939)
- The Wild Cat (1940)
- Cavaliero (The Life of a Hawk) (1948)[6]

### Carrière de peintre
Elle choisit de s'orienter vers la peinture à plein temps en commençant une brève étude à la Dublin Metropolitan School of Art en 1941. Elle expérimente l'aquarelle et la cire. Elle a un style expressionniste naïf émouvant et souhaite représenter l'humanité domestique. Elle conçoit de nombreuses couvertures pour les livres de l'éditeur irlandais Sáirséal agus Dill sur une période de vingt ans à partir de 1958. Elle réalise des illustrations pour des livres de Denis Devlin, Thomas Kinsella et Louis MacNeice, et travaille avec de nombreux jeunes designers, comme Louis LeBrocquy . 

## Mort et héritage
Anne Yeats meurt à Dublin le 4 juillet 2001.
La Royal Hibernian Academy organise une rétrospective de son travail en 1995, tout comme la National Gallery of Ireland en 2002. Elle fait don de sa collection de carnets de croquis de Jack B. Yeats à la National Gallery of Ireland, ce qui a conduit à la création du musée Yeats au sein de la galerie. Son frère, Michael, a à son tour fait don de ses carnets de croquis au Musée. 

## Collections
- The National Gallery of Ireland, Dublin
- The Hugh Lane Municipal Gallery, Dublin
- The Ulster Museum, Belfast
- Trinity College, Dublin
- Model Arts and Niland Gallery, Sligo
- The Arts Council of Ireland